# Munsö socken
Munsö socken i Uppland ingick i Färentuna härad, ingår sedan 1971 i Ekerö kommun och motsvarar från 2016 Munsö distrikt.
Socknens areal är 27,89 kvadratkilometer, varav 27,53 land. År 2000 fanns här 685 invånare. Godset Bona gård och Österås gård samt kyrkbyn Munsö med sockenkyrkan Munsö kyrka ligger i socknen.  

## Administrativ historik
Munsö socken omtalas i skriftliga handlingar första gången 1305 ('ecclesijs...Munzø'). Nuvarande kyrkans äldsta delar dateras till 1100-talets slut.
Vid kommunreformen 1862 övergick socknens ansvar för de kyrkliga frågorna till Munsö församling och för de borgerliga frågorna till Munsö landskommun. Landskommunen uppgick 1952 i Ekerö landskommun som 1971 uppgick i Ekerö kommun. Församlingen uppgick 2006 i Adelsö-Munsö församling.
1 januari 2016 inrättades distriktet Munsö, med samma omfattning som församlingen hade 1999/2000.
Socknen har tillhört län, fögderier, tingslag och domsagor enligt vad som beskrivs i artikeln Färentuna härad. De indelta båtsmännen tillhörde Södra Roslags 2:a båtsmanskompani.

## Geografi
Munsö socken ligger väster om Stockholm och omfattar Munsön och några holmar med Långtarmen i öster och Hovgårdsfjärden i väster och med Uppsalaåsen löpande från norr till söder. Socknen är i väster nedanför åsen odlad slättbygd.

## Fornlämningar
Från järnåldern finns flera gravfält, inklusive en storhög på gravfältet vid Husby, Björn Järnsidas hög. Tre runristningar (U 12, U 13, U 14) har påträffats.

## Namnet
Namnet (1185 Munseo) kommer från ön, den västra delen av den nuvarande. Namnet innehåller mun syftande på Svinsundet mellan Adelsö och Munsö.